# マーク・ボスニッチ
マーク・ボスニッチ（Mark Bosnich、1972年1月13日 - ）は、オーストラリア・シドニー出身の元サッカー選手。ポジションはGK。

## 経歴
1988年16歳の時にイングランドへ行きマンチェスター・ユナイテッドFCと契約。1990年4月30日ウィンブルドンFC戦でプロデビュー。1991-92シーズンにはユース時代を過ごしたシドニー・ユナイテッドFCへ戻り、1992年2月8日フリー移籍でアストン・ヴィラFCへ加入した。
ここでは正守護神として活躍。特に1993-94シーズンのリーグ杯準決勝トレンメア・ローヴァーズFC戦では相手のPKを3本も止めるなどの活躍を見せ、タイトル獲得に貢献した。1995-96シーズンには全38試合に出場してチームをリーグ4位に導くと、リーグ杯でも決勝でリーズ・ユナイテッドAFCを破り2度目の栄冠を手にした。1997年にはオセアニア年間最優秀選手賞を受賞。アストン・ヴィラFCでは7年半で227試合に出場した。
1999年、ヴィラでの活躍からピーター・シュマイケルの後釜としてマンチェスター・ユナイテッドFCへフリー移籍で復帰。同年のインターコンチネンタルカップではSEパルメイラスを破る原動力となり、リーグ優勝にも貢献した。
その後、翌2000-01シーズンにフランス代表のファビアン・バルテズが加入。セルティックFCへ1年間レンタルの話があったがこれを拒否して、正GK争いのために残留を決意したもの正GK争いに敗れただけではなく、第2GK争いでレイモンド・ファン・デル・ホウやロイ・キャロルにも敗れ出場機会はなかった。また、代表でもマーク・シュワルツァーの後塵を拝しクラブ・代表共に居場所を失った。
2001年1月18日にチェルシーFCへ移籍したが、怪我の影響でカルロ・クディチーニとエド・デ・フーイに次ぐ第3GKに甘んじてほとんどピッチに立てない状態が続いた。2002-03シーズンの9月にはドーピング検査で陽性反応が示され9ヶ月の出場停止処分となり、クラブからも解雇された。この解雇が不当としてチェルシーFCを訴えたものの棄却された。
その後、2008年に母国で現役復帰し、翌年でのプレーを最後に引退した。

## エピソード
1996年、FAカップ トッテナム戦で相手サポーターに対してナチス式敬礼を行ない問題になった。
のちにセルティックFCへの移籍拒否をボスニッチは後悔したことを語った。
チェルシー解雇後、週に5000ドルも使ってコカインを購入。しばらくはコカイン中毒だったことを告白。
プロサッカークラブをつくろう!シリーズの架空選手グレンコビッチはボスニッチをもとに作成された。